# Martin Dúbravka
Martin Dúbravka, né le 15 janvier 1989 à Žilina en Tchécoslovaquie, est un footballeur international slovaque, qui évolue au poste de gardien de but à Burnley FC.

## Biographie

### Carrière en club

#### Début de carrière
Dúbravka a fait ses débuts en équipe première lors d'une victoire 5-2 à domicile contre Dubnica le 26 mai 2009. La saison suivante, il a disputé 26 matchs du championnat slovaque, terminant champion. Il s'est qualifié avec Žilina pour la Ligue des champions de l'UEFA 2010-2011 et a disputé les 6 matchs de groupe. Le 30 janvier 2014, il a signé un contrat de 3 ans et demi avec le club danois de Superliga Esbjerg fB.

#### Newcastle United
Après 1 an et demi en république tchèque (Slovan Liberec et Sparta Prague). Le 31 janvier 2018, il a rejoint Newcastle United, avec un prêt de six moi avec une option d'achat. Il a fait ses débuts le 11 février, avec une victoire 1-0 contre Manchester United.
Après une période de prêt réussie, il a signé définitivement pour Newcastle le 30 mai 2018 pour un montant d'environ 5 millions d'euros.
Alors que Dúbravka était le gardien titulaire à Newcastle au cours des deux saisons suivantes, il a été principalement remplacé en FA Cup et en EFL Cup, par Karl Darlow ou Freddie Woodman. En août 2020, Dúbravka s'est blessé à la cheville lors d'une séance d'entraînement avant le début de la saison 2020-2021. Darlow a joué en son absence et il à retrouvé le terrain. Le 9 janvier 2021, Dúbravka a disputé son premier match de la saison, en FA Cup (défaite en prolongation contre Arsenal FC).
Par la suite, il a continué à faire treize autres apparitions dans le but alors que Newcastle, bien qu'il ait été dans une bataille de relégation pendant une grande partie de la saison, a terminé à la onzième place. Lors de la saison 2021-2022 à cause d'une blessure au pied en début de saison qu'il manque les douze premier match et c'est juste après qu'il redevient le numéro 1 de Newcastle pour le reste de la saison.

#### Manchester United
Alors en recherche d'un deuxième gardien, Dúbravka signe en prêt pour une saison en faveur de Manchester United avec une option d'achat.
Le 10 novembre 2022, il fait ses débuts sous le maillot des Reds Devils lors d'une victoire 4-2 face à Aston Villa en Carabao Cup. Après six mois à Manchester United, il est rappelé de son prêt par Newcastle United.

### Carrière internationale
Martin Dúbravka compte 30 sélections avec l'équipe de Slovaquie depuis 2014. 
Il est convoqué pour la première fois en équipe de Slovaquie par le sélectionneur national Ján Kozák, pour un match amical contre le Monténégro le 23 mai 2014. Il commence la rencontre comme titulaire, et sort du terrain à la 46e minute de jeu, en étant remplacé par Ján Novota. Le match se solde par une victoire 2-0 des Slovaques.
Il est retenu dans la liste des 26 joueurs slovaques du sélectionneur Štefan Tarkovič pour participer à l'Euro 2020. 
Le 7 juin 2024, il figure dans la liste des 26 joueurs slovaques retenus par Francesco Calzona pour participer à l'Euro 2024. 

## Statistiques
| Saison                | Club                     | Championnat           | Championnat | Championnat | Coupe(s) nationale(s) | Coupe(s) nationale(s) | Supercoupe | Supercoupe | Compétition(s) continentale(s) | Compétition(s) continentale(s) | Compétition(s) continentale(s) | Total | Total |
| Saison                | Club                     | Division              | M.          | B.          | M.                    | B.                    | M.         | B.         | Comp.                          | M.                             | B.                             | M.    | B.    |
| 2008-2009             | MŠK Žilina               | Slovak Superliga      | 1           | 0           | -                     | -                     | -          | -          | C3                             | 0                              | 0                              | 1     | 0     |
| 2009-2010             | MŠK Žilina               | Slovak Superliga      | 26          | 0           | -                     | -                     | -          | -          | C3                             | 0                              | 0                              | 26    | 0     |
| 2010-2011             | MŠK Žilina               | Slovak Superliga      | 24          | 0           | 1                     | 0                     | 1          | 0          | C1                             | 12                             | 0                              | 38    | 0     |
| 2011-2012             | MŠK Žilina               | Slovak Superliga      | 8           | 0           | -                     | -                     | -          | -          | C3                             | 2                              | 0                              | 10    | 0     |
| 2012-2013             | MŠK Žilina               | Slovak Superliga      | 26          | 0           | 6                     | 0                     | -          | -          | C1                             | 2                              | 0                              | 34    | 0     |
| 2013-2014             | MŠK Žilina               | Slovak Superliga      | 13          | 0           | -                     | -                     | -          | -          | C3                             | 6                              | 0                              | 19    | 0     |
| Sous-total            | Sous-total               | Sous-total            | 98          | 0           | 7                     | 0                     | 1          | 0          | -                              | 22                             | 0                              | 128   | 0     |
| 2013-2014             | Esbjerg fB               | Superligaen           | 15          | 0           | -                     | -                     | -          | -          | C3                             | 2                              | 0                              | 17    | 0     |
| 2014-2015             | Esbjerg fB               | Superligaen           | 33          | 0           | 3                     | 0                     | -          | -          | C3                             | 4                              | 0                              | 40    | 0     |
| 2015-2016             | Esbjerg fB               | Superligaen           | 18          | 0           | 1                     | 0                     | -          | -          | -                              | -                              | -                              | 19    | 0     |
| Sous-total            | Sous-total               | Sous-total            | 66          | 0           | 4                     | 0                     | -          | -          | -                              | 6                              | 0                              | 76    | 0     |
| 2016-2017             | Slovan Liberec           | Synot liga            | 28          | 0           | -                     | -                     | -          | -          | C3                             | 9                              | 0                              | 37    | 0     |
| Sous-total            | Sous-total               | Sous-total            | 28          | 0           | -                     | -                     | -          | -          | -                              | 9                              | 0                              | 37    | 0     |
| 2017-2018             | Sparta Prague            | Synot liga            | 11          | 0           | 2                     | 0                     | -          | -          | C3                             | 2                              | 0                              | 15    | 0     |
| Sous-total            | Sous-total               | Sous-total            | 11          | 0           | 2                     | 0                     | -          | -          | -                              | 2                              | 0                              | 15    | 0     |
| 2017-2018             | Newcastle United (prêt)  | Premier League        | 12          | 0           | 0                     | 0                     | -          | -          | -                              | -                              | -                              | 12    | 0     |
| 2018-2019             | Newcastle United         | Premier League        | 38          | 0           | 0                     | 0                     | -          | -          | -                              | -                              | -                              | 38    | 0     |
| 2019-2020             | Newcastle United         | Premier League        | 38          | 0           | 1                     | 0                     | -          | -          | -                              | -                              | -                              | 39    | 0     |
| 2020-2021             | Newcastle United         | Premier League        | 13          | 0           | 1                     | 0                     | -          | -          | -                              | -                              | -                              | 14    | 0     |
| 2021-2022             | Newcastle United         | Premier League        | 26          | 0           | 1                     | 0                     | -          | -          | -                              | -                              | -                              | 27    | 0     |
| 2022-2023             | Newcastle United         | Premier League        | 2           | 0           | 1                     | 0                     | -          | -          | -                              | -                              | -                              | 3     | 0     |
| 2023-2024             | Newcastle United         | Premier League        | 23          | 0           | 4                     | 0                     | -          | -          | C1                             | 1                              | 0                              | 28    | 0     |
| Sous-total            | Sous-total               | Sous-total            | 140         | 0           | 8                     | 0                     | -          | -          | -                              | 0                              | -                              | 148   | 0     |
| 2022-2023             | Manchester United (prêt) | Premier League        | -           | -           | 2                     | 0                     | -          | -          | C3                             | 0                              | 0                              | 2     | 0     |
| Sous-total            | Sous-total               | Sous-total            | 0           | 0           | 2                     | 0                     | -          | -          | -                              | 0                              | 0                              | 2     | 0     |
| Total sur la carrière | Total sur la carrière    | Total sur la carrière | 343         | 0           | 23                    | 0                     | 1          | 0          | -                              | 40                             | 0                              | 407   | 0     |

### En sélection
| Saison                | Sélection             | Phases finales              | Phases finales | Phases finales | Phases finales | Éliminatoires | Éliminatoires | Éliminatoires | Matchs amicaux | Matchs amicaux | Matchs amicaux | Total | Total | Total |
| Saison                | Sélection             | Compétition                 | M              | B              | Pd             | M             | B             | Pd            | M              | B              | Pd             | M     | B     | Pd    |
| --------------------- | --------------------- | --------------------------- | -------------- | -------------- | -------------- | ------------- | ------------- | ------------- | -------------- | -------------- | -------------- | ----- | ----- | ----- |
| 2013-2014             | Slovaquie             | Coupe du monde 2014         | -              | -              | -              | 0             | 0             | 0             | 1              | 0              | 0              | 1     | 0     | 0     |
| 2014-2015             | Slovaquie             | -                           | -              | -              | -              | 0             | 0             | 0             | 0              | 0              | 0              | 0     | 0     | 0     |
| 2015-2016             | Slovaquie             | Championnat d'Europe 2016   | -              | -              | -              | 0             | 0             | 0             | 0              | 0              | 0              | 0     | 0     | 0     |
| 2016-2017             | Slovaquie             | -                           | -              | -              | -              | 1             | 0             | 0             | 2              | 0              | 0              | 3     | 0     | 0     |
| 2017-2018             | Slovaquie             | Coupe du monde 2018         | -              | -              | -              | 4             | 0             | 0             | 3              | 0              | 0              | 7     | 0     | 0     |
| 2018-2019             | Slovaquie             | Ligue des nations 2018-2019 | -              | -              | -              | 7             | 0             | 0             | 1              | 0              | 0              | 8     | 0     | 0     |
| 2019-2020             | Slovaquie             | -                           | -              | -              | -              | 5             | 0             | 0             | 0              | 0              | 0              | 5     | 0     | 0     |
| 2020-2021             | Slovaquie             | Championnat d'Europe 2020   | 3              | 0              | 0              | 1             | 0             | 0             | 1              | 0              | 0              | 5     | 0     | 0     |
| 2021-2022             | Slovaquie             | Ligue des nations 2020-2021 | -              | -              | -              | 1             | 0             | 0             | 0              | 0              | 0              | 1     | 0     | 0     |
| 2022-2023             | Slovaquie             | -                           | -              | -              | -              | 4             | 0             | 0             | 2              | 0              | 0              | 6     | 0     | 0     |
| 2023-2024             | Slovaquie             | -                           | -              | -              | -              | 5             | 0             | 0             | -              | -              | -              | 5     | 0     | 0     |
| Total sur la carrière | Total sur la carrière | Total sur la carrière       | 3              | 0              | 0              | 28            | 0             | 0             | 10             | 0              | 0              | 41    | 0     | 0     |

Le tableau suivant liste les rencontres de l'équipe de Slovaquie dans lesquelles Martin Dúbravka a été sélectionné depuis le 23 mai 2014 jusqu'à présent :

## Palmarès

### En club
| MŠK Žilina (5) | Manchester United (1)                         |
| --- | --------------------------------------------- |
| - Fortuna Liga (2) : - Champion en 2010 et 2012 - Coupe de Slovaquie (1) : - Vainqueur en 2012 - Supercoupe de Slovaquie (2) : - Vainqueur en 2010 et 2012 | - Coupe de la Ligue (1) : - Vainqueur en 2023 |